# Dia Mundial da Conscientização sobre a Acessibilidade
O Dia Mundial da Conscientização sobre a Acessibilidade é celebrado toda terceira quinta-feira do mês de maio, desde 2012, quando a data foi criada, com o objetivo de aumentar a conscientização a respeito da acessibilidade das pessoas com deficiências, com necessidades especiais ou limitações. Outro propósito da data é falar, pensar e aprender sobre acessibilidade digital (web, software, portáteis, etc.) e os diferentes tipos de usuários, incluindo pessoas com deficiências.
A ideia começou depois que uma postagem no blog do desenvolvedor Joe Devon foi lida pelo profissional de acessibilidade Jennison Asuncion. Os dois se uniram e tiveram a ideia do primeiro "GAAD" (sigla para o termo em inglês, Global Accessibility Awareness Day), que aconteceu em maio de 2012. A data tem crescido em popularidade nos últimos anos.